# Pega Pega
Pega Pega est une telenovela brésilienne diffusée entre le 6 juin 2017 au 8 janvier 2018 sur Rede Globo.

## Synopsis
Située à Rio de Janeiro, dans les quartiers de Copacabana et de Tijuca, la telenovela a comme intrigue centrale le vol de l’hôtel de luxe traditionnel Carioca Palace et son déroulement dans la vie de chacun des participants, qu’ils soient le invités, suspects ou employés. Le propriétaire, Pedrinho Guimarães, a hérité de l'hôtel familial et ne l'a jamais vu comme une entreprise, mais comme un moyen de dépenser et de gaspiller. Le playboy a abusé de tout le glamour et est tombé sur la fête, laissant de côté l'administration de l'hôtel lui-même. En conséquence, la Carioca perdait son prestige et principalement son argent. Au bord de la faillite, Pedrinho, souhaitant vivre aux États-Unis en compagnie de son maître d'hôtel Nelito et de sa petite-fille Luíza, vend l'hôtel à Eric Ribeiro hommes d’affaires au Brésil, sans mentionner que sa petite-fille, qui a toujours vécu comme un hôtel, est tombée amoureuse d’Eric et a souffert de la vente.

## Distribution
| Acteur/Actrice      | Personnage                    |
| ------------------- | ----------------------------- |
| Camila Queiroz      | Luíza Guimarães               |
| Mateus Solano       | Eric Ribeiro                  |
| Nanda Costa         | Sandra Helena                 |
| Thiago Martins      | Júlio                         |
| Vanessa Giácomo     | Antônia                       |
| Marcos Caruso       | Pedro Guimarães (Pedrinho)    |
| Marcelo Serrado     | Vitor Aguiar (Malagueta)      |
| João Baldasserini   | Agnaldo                       |
| Irene Ravache       | Sabine Favre                  |
| Mariana Santos      | Maria Pia Camargo             |
| Marcos Veras        | Domenico                      |
| Valentina Herszage  | Elizabeth Ribeiro (Bebeth)    |
| Nicette Bruno       | Elza                          |
| Cristina Pereira    | Maria dos Prazeres (Prazeres) |
| Elizabeth Savalla   | Arlete                        |
| Rodrigo Fagundes    | Nelito                        |
| Guilherme Weber     | Douglas                       |
| Milton Gonçalves    | Cristovão                     |
| Danton Mello        | Borges                        |
| Dani Barros         | Tereza Borges                 |
| Jaffar Bambirra     | Márcio Borges                 |
| Reginaldo Faria     | Athaíde Camargo               |
| Ângela Vieira       | Lígia Camargo                 |
| Paulo Vilhena       | Evandro                       |
| Rômulo Neto         | Lourenço                      |
| Bernardo Marinho    | Wanderley                     |
| Ícaro Silva         | Dílson                        |
| Marcelo Escorel     | Delegado Siqueira             |
| Márcio Kieling      | Adriano                       |
| Cacá Amaral         | Timóteo                       |
| Jeniffer Nascimento | Tânia                         |
| Sérgio Menezes      | Sérgio                        |
| Álamo Facó          | Matias                        |
| Edmilson Barros     | Aníbal                        |
| Lucci Ferreira      | Cássio                        |
| Thiaré Maia         | Natália                       |
| Virgínia Rosa       | Madalena                      |
| Pedro Cassiano      | Xavier                        |
| Beto Vandesteen     | Chef D’Angelo                 |
| Bruna Spínola       | Cíntia                        |
| David Junior        | Dom Favre                     |
| Edvana Carvalho     | Dulcina                       |
| Isabela Lima        | Ingrid                        |
| Rômulo Delduque     | Renato                        |
| Gabriel Sanches     | Rubia/Flávio                  |
| Júlia Lund          | Mônica                        |
| Luís Navarro        | Leonardo                      |
| Natasha Sierra      | Margot                        |
| Rafhaela Castro     | Gilda                         |
| Fábio Felipe        | Expedito                      |
| Rodrigo Mathias     | Murilo                        |
| Ana Isabela Godinho | Nina                          |
| Zecarlos Moreno     | Otávio                        |
| Bruno Nunes         | Elias                         |
| Regiana Antonini    | Neide                         |
| Marina Rigueira     | Mirella Ribeiro               |
| Leandra Caetano     | Drica                         |
| Gilberto Marmorosch | Gilmar                        |

## Diffusion
- Rede Globo (2017-2018)

### Sources
- (pt) Cet article est partiellement ou en totalité issu de l’article de Wikipédia en portugais intitulé « Pega-Pega » (voir la liste des auteurs).